# Ал-Байда
Ал-Байда — місце перебування ставки хозарського кагана в період арабсько-хозарських воєн VIII столітті.
У 737 році — кінцевий пункт походу арабського війська Мервана ібн Мухаммеда вглиб хозарської території, після чого хозарський каган втік звідти до «слов'янської річці» (імовірно, Дон). Ал-Байда фігурує в пізніших переліках хозарських міст. Назва по-арабськи означає «білий». Згідно з широко поширеною точкою зору, Ал-Байді відповідає тюркське назва міста Саришін, а обидва вони, в свою чергу, ідентичні західній частині Ітиля. Проте радянський історик А. П. Новосельцев звернув увагу на те, що Ал-Байда часто згадується поруч з Ітилем, але майже ніколи разом з іншою хозарською столицею — Семендером, чия назва, іранська за походженням, теж містить слово «білий».